# Tecaspis visci
Tecaspis visci är en insektsart som först beskrevs av Charles Kimberlin Brain 1919.  Tecaspis visci ingår i släktet Tecaspis och familjen pansarsköldlöss. Inga underarter finns listade i Catalogue of Life.